# 稲荷神社 (小平市大沼町)
稲荷神社（いなりじんじゃ）は、東京都小平市の神社。

## 歴史
1736年（元文元年）に創建された。当地の大沼田新田開発の際に、武蔵国多摩郡今寺村（現・東京都青梅市今寺）から稲荷神を勧請したものという。かつては近くの泉蔵院の境内にあったが、1868年（明治元年）に現在地に移転した。
昭和中期以降、徐々に社内を整備していった。現在の社殿は1974年（昭和49年）に改築されたものである。

## 交通アクセス
- 小平駅より徒歩13分。